# Britanski Indijskooceanski teritorij
Britanski Indijskooceanski teritorij (BIOT, engleski: British Indian Ocean Territory) je prekomorsko područje Ujedinjenog Kraljevstva.
Kao što ime govori, nalaze se u Indijskom oceanu, na pola puta između Afrike i Indonezije.
Ovi teritoriji obuhvaćaju šest atola otočja Chagos, s preko 1000 pojedinačnih otoka.
Najveći otok je Diego Garcia, mjesto zajedničkog vojnog objekta (strateški vrlo značajnog) Ujedinjenog Kraljevstva i SAD-a.

## Povijest
Otočje Chagos je otkrio Vasco da Gama početkom 16. stoljeća.
U 18. stoljeću polagala je pravo na njih Francuska, kao na posjed od Mauricijusa.
1810. Mauricijus zauzima Ujedinjeno Kraljevstvo, a Francuska ga ustupa Pariškim sporazumom iz 1814. godine.
Poljodjelski radnici su doselili na to otočje koncem 19. stoljeća, naselivši se na glavni otok Diego Garcia i napravivši plantaže kopre.

## Vanjske poveznice
- UK Foreign Office- profile
- CIA World Factbook Entry  Arhivirana inačica izvorne stranice od 9. svibnja 2007. (Wayback Machine)
- US Military Site on Diego Garcia